# Лиепиньш, Зигмар
Зи́гмар Лие́пиньш (латыш. Zigmars Liepiņš; род. 14 октября 1952, Лиепая) — латвийский композитор, музыкант-клавишник. Один из наиболее известных композиторов Латвии, плодотворно работающий в разных жанрах. С 2013 года — председатель правления Латвийской национальной оперы.

## Биография
Родился 14 октября 1952 года в Лиепае, в семье музыкантов. Окончил Лиепайскую среднюю музыкальную школу (1971) и Латвийскую государственную консерваторию (класс Илзе Граубини, 1976).
В 17-летнем возрасте начал играть в лиепайской группе «Santa», к этому же времени относятся его первые сочинения как композитора. В течение года работы в группе «Santa» к Лиепиньшу пришло первое признание: в 1970 году его обработки латышских народных песен заняли первое место на ежегодном музыкальном фестивале «Liepājas dzintars» («Лиепайский янтарь»).
Будучи студентом консерватории, участвовал в различных группах. С 1973 года стал музыкантом-клавишником и автором многих песен ансамбля «Modo», руководимого Раймондом Паулсом. В 1977 году песни молодого композитора впервые были изданы на грампластинке фирмы «Мелодия» (LP «Vēl nav par vēlu», С60 09247-8).
В 1976—1978 годах служил в Советской Армии, не расставаясь с музыкой — руководил созданным при рижском стройбате эстрадным ансамблем «Zvaigznīte» («Звёздочка»). После возвращения в ансамбль «Modo», с 1978 года стал его художественным руководителем.
В 1982 году ансамбль «Modo» был реорганизован в группу «Опус», руководителем которой З. Лиепиньш оставался на всём протяжении её существования (до 1989 года). В эти годы песни Лиепиньша стали широко известны не только в Латвии, но и за её пределами (шлягер «Надо подумать», удостоенный премии на фестивале «Песня-84», был популярен во всём СССР).
В 1983 году З. Лиепиньш дебютировал как кинокомпозитор («Нужна солистка»). Также Лиепиньш является автором песен (на стихи Аспазии) к мультфильму «На порог мой села сказка» (латыш. «Sēd uz sliekšņa pasaciņa», 1987).
Песни композитора занимали призовые места на ежегодном республиканском конкурсе песни «Микрофон», а в 1985 году его песня стала победителем этого конкурса. В 1987 году песня З. Лиепиньша «Love Time» в исполнении Иманта Ванзовича завоевала ряд высших наград на фестивале эстрадной песни «Человек и море», проходившем в ГДР.
Одновременно с работой в эстрадном жанре З. Лиепиньш начал писать музыку для театра.
Его первой значительной театральной работой стала рок-опера «Лачплесис» (1988, либретто Мары Залите), а за оперу «Собор Парижской Богоматери» (1997, либретто Каспара Димитерса) Лиепиньш был удостоен Большой музыкальной награды.
Член Союза композиторов Латвии с 1987 года. Согласно опросам среди музыкального сообщества в 1987 и 1988 году, Зигмар Лиепиньш был признан лучшим композитором Латвии.
В 1989—1992 годах возглавлял фирму «Showimpex», в 1991—1995 — студию звукозаписи «L&M», с 1992 по 2007 год являлся президентом и совладельцем радиостанции «Radio SWH». 
В 1992 году вместе с другими представителями политической и деловой элиты Латвии учредил влиятельный «Клуб-21».
С 2013 года — председатель правления Латвийской национальной оперы.
Композитору и его супруге, певице (ныне продюсеру) Мирдзе Зивере, посвящён сюжет киножурнала «Māksla» («Искусство»), № 4 за 1992 г. У Мирдзы и Зигмара есть дочь Зане и сын Янис.

## Основная дискография
Полный список альбомов З. Лиепиньша можно найти здесь
- 1977 — EP — MODO
- 1979 — ½ LP — Mirdza Zīvere. «Viena diena manā mūžā». «Мелодия», C60 12102
- 1981 — EP — MODO
- 1982 — LP — Ceļojums. «Мелодия», C60 19963 005
- 1983 — LP — Путешествие (русский вариант альбома «Ceļojums»). «Мелодия», C60 23007 003
- 1983 — LP — Vajadzīga soliste (Нужна солистка). Музыка из кинофильма. «Мелодия», C 60 21051 002
- 1985 — LP — Пульс-2 (серия «Спорт и музыка»). «Мелодия», C60 23479 004
- 1986 — LP — Високосный год. «Мелодия», C60 25567 008
- 1987 — LP — Pēc likuma. «Мелодия», C60 27423 007
- 1988 — 3 LP — Рок-опера «Лачплесис» (1-е издание)
- 1997 — CD — Опера «Собор Парижской Богоматери»
- 1997 — DVD — Опера «Собор Парижской Богоматери»
- 1998 — CD — «Vēl ir laiks» («Ещё есть время»)
- 1998 — CD — Рок-опера «Лачплесис» (2-е и 3-е издание)
- 1998 — DVD — Рок-опера «Лачплесис»
- 2000 — CD — Опера «Роза и кровь»
- 2002 — CD — Darbi I
- 2002 — CD — Darbi II «Versijas»
- 2003 — CD — Darbi III «Mirdzas albums»
- 2007 — DVD — Музыкальная драма «Adata»
- 2009 — BD — Музыкальная драма «Vadonis»
- 2012 — DVD — Концерт «Atgriešanās» («Возвращение»)

## Награды
- Орден Трёх звёзд IV степени (2002)[8]
- Почётная грамота Президента Латвии (2022)[9]
- Почётная грамота Кабинета Министров Латвии (2012)[10]
- Большая музыкальная награда Латвии (1997)